# Stratégie au poker
Afin de maximiser ses chances de gagner, un joueur de poker choisit une stratégie de jeu.
- La sélection des mains de départ consiste à choisir avec quelles mains jouer ses jetons pré-flop. En se référant à la théorie de David Sklansky (en), auteur d’un livre référence en 1976, Hold’em Poker, on peut classer les mains de départ[1] selon différentes catégories[2].
- La puissance des jetons est une stratégie.

- La maîtrise des attitudes, des habitudes, voire des tics, des autres joueurs sont à observer parce qu’elles peuvent donner des indications sur le jeu.

- La patience, l'analyse du jeu sont primordiales pour un bon joueur de poker. En réalité le hasard n'a qu'une faible importance par rapport à d'autres paramètres comme les statistiques et les mathématiques.

- Dans une approche plus théorique on pourra parler de jeu dit "inexploitable", où quelle que soit la stratégie choisie par l'adversaire il ne pourra - théoriquement - gagner face à cette stratégie à long terme[3].